# معركة العانكة
معركة العانكة (معركة ابو ظبي الأولى) هي معركة اندلعت بدءاً من عام 1848 بين قوات بني ياس والقوات السعودية، وهي من أشهر المعارك الدامية، ووقعت بلقرب من موقع بئر للمياه في صحراء الظفرة، حيث أطبقت قوات على الجيش السعودي ولم تُبق منهم سوى ثلة قليلة استطاعت الهرب بأعجوبة من المذبحة.
قرر حمود بن عزان أن يستفتح حكمه بعملية عسكرية باهرة ألا وهي القضاء على الحامية السعودية في البريمي فأجرى اتصالا مع زعيم بني ياس فوجده قد أكمل تحشده وقد التحقت به كتائب جديدة وفي شهر مايو تم عقد اجتماع بين الشيخ سعيد بن طحنون وبين السيد سيف بن حمود بن عزان الذي كان يقود جيوش والده ووضعوا خطة موحدة للإطباق على مدينة البريمي يوم ١٨٤٨/٦/١٤ . ففي ذلك اليوم هاجم سيف بن حمود بن عزال من جهة الشرق بينما أطبق الشيخ سعيد بن طحنون على المدينة من جهاتها الأخرى وبعد قتال استمر ثلاثة أيام تراجعت القوات السعودية وانحصرت في قلعتي المدينة. وفي ١/١٧ استسلم ( قصر الصبارة ) الذي يعتصم فيه العجاجي بينما هرب العجاجي إلى البساتين والأحراش المجاورة لكنه اعتقل يوم ٦/٢٠ وجيء به إلى أعوانه الذين كانوا لا يزالون يقاتلون فى قلعة ( قصر الخندق ( فلما علموا بأسر قائدهم رفعوا الأعلام البيضاء وسقطت القلعة لم ارتأى المنتصرون فيما بعد أن يطلقوا سراح العجاجي فسمحوا له ومعه زمرة من حرم الخاص أن يغادروا البريمي إلى الشارقة ، وفي الشارقة كان الزعيم القاسمي وكذلك الشيخ مكتوم ابن بطي في انتظاره وقد صعقهم نبأ الانتصار الكاسح الذي حققه الشيخ سعيد بن طحنون ، ومن الشارقة راح العجاجي يبعث بطلب النجدات من الأمير فيصل بن تركي ، فقرر فيصل إيقاف التحقيق مع القائد سعد بن مطلق المطيري وتوكيله مهمة قيادة جيش كبير لاستعادة البريمي وأمره بالتحرك إلى البريمي . وفي عمان اضطر الثائر حمود بن عزان أن يسحب قواته التي يقودها ابنه سيف لمعالجة بعض المواقف الطارئة ضد قوات نائب السلطان الحكومية . فبقي زعيم بني ياس وحده في الميدان حيث قام بسرعة بإعادة تنظيم قواته فترك الشوامس والعوامر للدفاع عن مدينة البريمي بينما توزعت بقية قواته على شكل كمائن لرصد الطرق من نجد إلى أبوظبي وكذلك طرق التقرب من دبي أو الشارقة إلى البريمي . 
كانت خطة الأمير فيصل أن يرسل جيشه بحرا للنزول في الشارقة ثم التحرك من هناك ، لكي يتفادى المسير في صحراء أبوظبي الملتهبة بحر الصيف ، وقد طلب سفنا لنقل جنوده من إمارتي الشارقة ودبي، لكن الإمارتين اعتذرتا عن إمكانية تجهيز السفن الحربية متعللين بأن أية حركة الحشود عسكرية في البحر قد تعتبرها بريطانيا مخلة بالمعاهدة ولربما قامت بإعاقتها . لذلك اقترح الزعيم القاسمي على الأمير أن يستفسر من هينيل الموجود في جزيرة ( خرج ) عما إذا كان لديه اعتراض على نقل جنود ومعدات عسكرية من ساحل الأحساء إلى ساحل الشارقة ، فكان جواب هينيل أنه يعترض على ذلك حتما . ولهذا كان لابد من أن يسلك الجيش السعودي طريق البر. وفي أواخر شهر أيلول – سبتمبر من هذا العام رصدت دوريات بني ياس تقدم الجيش السعودي بقيادة سعد بن مطلق المطيري عبر صحاري الظفرة الحارة ، وعلم الشيخ سعيد بن طحنون أن سعد بن مطلق سيسلك الطريق الذي يخترق أبوظبي ويدخل رأسا إلى البريمي . فقرر عدم التعرض له في البداية وأن ينصب له كمينا وموضعا دفاعيا على الطريق العام في مكان اسمه ( العانكة ) . حيث يوجد بئر ماء هناك اسمه ( العانكه ).
باشرت قوات الشيخ سعيد بحفر الخنادق والاستفادة من الطيات الأرضية بحيث أمكن الاختفاء فيها بشكل كمين ممتاز . وكانت عيون وأرصاد الزعيم القاسمى قد أبلغته من الكمين فأسرع بإرسال إنذار إلى سعد بن مطلق ليخبره بأن عليه أن يتلافى المرور عبر الظفرة والختم إلى البريمي وأن عليه أن يأخذ الطريق الساحلى المؤدي إلى دبي ومنها إلى البرعي ولكن النذير أبطأ في الوصول إلى سعد بل إنه لم يستطع أن يلاقيه وأصبح . قاب قوسين أو أدنى من الهلاك . سعد وقواته على وفي صباح ٨ / أكتوبر تشرين الأول، دخلت الحشود السعودية منطقة بئر ( العائكة) وعندما اصبحت مطوقة من جميع الجهات بحشود جيش أبوظبي ، زخت رشقات الأسلحة . النارية وهجم الفرسان والمشاة بالسلاح الأبيض فمزقوا الجيش السعودي . فمات من مان قتلا وهرب من هرب فهلك عطشا ، وقتل معاون وقاضى الغزو عبد الرحمن بن عزاز ولم ينج من المذبحة إلا سعد بن مطلق وزمرة قليلة من جيشه وقد تمكن من الهرب بأعجوبة إلى الشارقة . وقد سميت تلك المعركة بمعركة ( العانكة ) . 

## قلعة العانكة
أمر ببنائها الشيخ سعيد بن طحنون آل نهيان الذي حكم إمارة أبوظبي في الفترة من 1845م وحتى 1855م، لتكون خط الدفاع الأول عن واحات العين ولتكون همزة وصل ومنطقة استراحة على الطريق الذي يصل العين بأبوظبي والمنطقة الغربية مثل الظفرة وليوا·

## التسمية
العانكة، اسم عربي أصيل له دلالاته في اللغة، منها؛ الرمل الأحمر، إذ تحيط بالقلعة رمال حمراء، وأيضاً يشير الاسم إلى أنها تعني إسقاط من أراد النيل منها، أو هزيمته، وإنها تعيق من يحاول الوصول إليها، وإن وصل فإنه لن يستطع الفكاك منها .